# ラシー・アンダーソン
ラシー・アンダーソン（Lachlan Anderson、1997年8月27日 - ）は、スーパーラグビー・パシフィック、レッズに所属するラグビー選手。

## プロフィール
- オーストラリア、ボウカム・ヒルズ出身[1]。
- ポジションはナンバーエイト(No8)、ウィング(WTB)、センター(CTB)。
- 身長 187cm、体重 92kg

## 略歴
2020年、レベルズに加入。
そして2021年、東京五輪の7人制オーストラリア代表に選ばれた。
2024年、レッズに加入。